# Dicrocaulon
A Dicrocaulon a szegfűvirágúak (Caryophyllales) rendjébe, ezen belül a kristályvirágfélék (Aizoaceae) családjába tartozó nemzetség.

## Előfordulásuk
A Dicrocaulon-fajok természetes körülmények között kizárólag a Dél-afrikai Köztársaság területén találhatók meg.

## Rendszerezés
A nemzetségbe az alábbi 7 faj tartozik:
- Dicrocaulon brevifolium N.E.Br.
- Dicrocaulon grandiflorum Ihlenf.
- Dicrocaulon humile N.E.Br.
- Dicrocaulon microstigma (L.Bolus) Ihlenf.
- Dicrocaulon nodosum (A.Berger) N.E.Br.
- Dicrocaulon ramulosum (L.Bolus) Ihlenf.
- Dicrocaulon spissum N.E.Br.